# The Wild (album de Raekwon)
Pour les articles homonymes, voir Wild.
Albums de Raekwon
Fly International Luxurious Art
(2015) The Emperor's New Clothes
(2025)
The Wild est le septième album studio de Raekwon, sorti en 2017.
L'album s'est classé 5e au Top Independent Albums, 16e au Digital Albums, 41e au Top R&B/Hip-Hop Albums et 88e au Billboard 200.

## Liste des titres
| No  | Titre                                                                               | Contient un (des) sample(s) de                                                                | Durée |
| --- | ----------------------------------------------------------------------------------- | --------------------------------------------------------------------------------------------- | ----- |
| 1.  | The Wild Intro (Produit par RoadsArt)                                               |                                                                                               | 1:47  |
| 2.  | This Is What It Comes Too (Produit par Xtreme)                                      | Ecstasy des Ohio Players Synthetic Substitution de Melvin Bliss For the Good Times d'Al Green | 2:47  |
| 3.  | Nothing (Produit par Frank G)                                                       | Humpty Dump des Vibrettes                                                                     | 2:58  |
| 4.  | Skit (Bang Head Right)                                                              |                                                                                               | 0:55  |
| 5.  | Marvin (featuring Cee Lo Green – Produit par Frank G)                               | Passion and Promises de Banks & Hampton Is It Him or Me de Jackie Jackson                     | 4:06  |
| 6.  | Can't You See (Produit par RoadsArt)                                                |                                                                                               | 3:13  |
| 7.  | My Corner (featuring Lil Wayne – Produit par G Sparkz)                              |                                                                                               | 4:29  |
| 8.  | Skit (Fuck You Up Card)                                                             |                                                                                               | 0:53  |
| 9.  | M&N (featuring P.U.R.E – Produit par Dame Grease)                                   |                                                                                               | 2:20  |
| 10. | Visiting Hour (featuring Andra Day – Produit par Mally the Martian et Dan the Band) | Synthetic Substitution de Melvin Bliss                                                        | 3:17  |
| 11. | Skit (Bang Fall Down)                                                               |                                                                                               | 0:34  |
| 12. | The Reign (Produit par Mark Henry et MK Beatz)                                      |                                                                                               | 4:49  |
| 13. | Crown of Thorns (Produit par J. Dot)                                                | Dreaming's Out of Season des Montclairs                                                       | 3:10  |
| 14. | Purple Brick Road (featuring G-Eazy – Produit par J.U.S.T.I.C.E. League)            |                                                                                               | 4:00  |
| 15. | You Hear Me (Produit par RoadsArt)                                                  |                                                                                               | 2:21  |
| 16. | Bang Outro                                                                          |                                                                                               | 1:25  |